# Didn't We Almost Have It All
«Didn't We Almost Have It All» (en español: «No lo tuvimos casi todo») es el título de una balada interpretada por la cantante estadounidense Whitney Houston, se incluyó en su segundo álbum de estudio, Whitney (1987).
La compañía discográfica Arista Records la lanzó el 13 de julio de 1987 como el segundo sencillo del álbum. Fue escrita y producida por Michael Masser y coescrita por Will Jennings. Comienza con una melodía en teclados tocada por el músico Robbie Buchanan. Esta melodía se repite a lo largo de toda la canción mientras la orquestación va incrementándose.

## Video musical
El video musical de "Didn't We Almost Have It All" es una actuación en vivo de la canción grabada en Houston durante la gira "Moment of Truth" entre 1987 y 1988.

## Lista de canciones
Sencillo 7" – Arista (109 307)
1. "Didn't We Almost Have It All" – 4:34
2. "Shock Me" (a dúo con Jermaine Jackson)  – 4:24

## Posicionamiento en listas
| Listas (1987)                          | Posición |
| -------------------------------------- | -------- |
| Alemania (Offizielle Deutsche Charts)  | 20       |
| Australia (Kent Music Report)          | 27       |
| Bélgica (Flandes) (Ultratop 50)        | 16       |
| Canadá (RPM Top Singles)               | 2        |
| Canadá (RPM Adult Contemporary)        | 1        |
| España (AFYVE)                         | 12       |
| Estados Unidos (Billboard Hot 100)     | 1        |
| Estados Unidos (Adult Contemporary)    | 1        |
| Estados Unidos (Hot R&B/Hip-Hop Songs) | 2        |
| Irlanda (IRMA)                         | 4        |
| Italia (FIMI)                          | 34       |
| Nueva Zelanda (Recorded Music NZ)      | 49       |
| Países Bajos (Dutch Top 40)            | 20       |
| Países Bajos (Mega Single Top 100)     | 17       |
| Reino Unido (UK Singles Chart)         | 14       |
| Suiza (Schweizer Hitparade)            | 18       |

### Sucesión en las listas
| Predecesor: «I Just Can't Stop Loving You» Michael Jackson y Siedah Garrett | U.S. Billboard Hot 100 — Sencillo N°. 1 26 de septiembre de 1987 - 9 de octubre de 1987 | Sucesor: «Here I Go Again' 87» de Whitesnake |

| Predecesor: «I Just Can't Stop Loving You» de Michael Jackson & Siedah Garrett | U.S. Cash Box Top 100 — Sencillo N°. 1 26 de septiembre de 1987 - 2 de octubre de 1987 | Sucesor: «Here I Go Again» de Whitesnake |

| Predecesor: «I Just Can't Stop Loving You» de Michael Jackson y Siedah Garrett | U S. Billboard Hot Adult Contemporary Tracks — Sencillo N°. 1 19 de septiembre de 1987 - 9 de octubre de 1987 | Sucesor: «Little Lies» de Fleetwood Mac |